# ريتشارد لورانس (متزلج جماعي)
ريتشارد لورانس (بالإنجليزية: Richard Lawrence)‏ هو متزلج جماعي أمريكي، ولد في 22 يوليو 1906 في West Chazy, New York ‏ في الولايات المتحدة، وتوفي في 1974 في روتشستر في الولايات المتحدة.

## وصلات خارجية
- ريتشارد لورانس على موقع أوليمبيديا (الإنجليزية)